# Кузнецов, Олег Леонидович
Оле́г Леони́дович Кузнецо́в (род. 29 августа 1938, Москва) — советский и российский геофизик. Доктор технических наук (1974), профессор (1980).
Президент Общероссийской общественной организации «Российская академия естественных наук» (РАЕН) с 1994 года.

## Биография
Окончил геофизический факультет Московского геологоразведочного института им. С. Орджоникидзе (1962), физический факультет Московского государственного университета им. М. В. Ломоносова (1967), факультет научных работников Института марксизма-ленинизма (1984).
В 1962—1970 гг. старший лаборант, младший научный сотрудник, старший научный сотрудник ИГиРГИ АН СССР, 1970—1979 — заведующий Лабораторией сейсмоакустики ВНИИ ядерной геофизики и геохимии Министерства геологии СССР, 1979—1986 — директор, одновременно заведующий Лабораторией нелинейной геофизики ВНИИ ядерной геофизики и геохимии Министерства геологии СССР, 1986—1991 — генеральный директор Межотраслевого научно-технического комплекса (МНТК) «Геос», директор ВНИИ геологических, геофизических и геохимических систем, генеральный конструктор геоинформационной системы «космос — воздух — земля — скважина», 1986—2005 — генеральный директор Государственного научного центра РФ — ВНИИ геологических, геофизических и геохимических систем (ВНИИгеосистем).
Кандидат технических наук по специальности «Разработка и эксплуатация нефтяных месторождений» (1967), доктор технических наук по специальности «Геофизика» (1974), профессор по специальности «Геофизика» (1980).
Профессор геологического факультета МГУ им. М. В. Ломоносова (кафедра геофизических исследований земной коры) с 1980 г. по настоящее время.
Инициатор и создатель Международного университета природы, общества и человека «Дубна» (сейчас — Государственный университет «Дубна»), первый ректор этого университета (1994—2008). Президент Государственного университета «Дубна» с 2008 года по настоящее время. Заведующий кафедрой общей и прикладной геофизики Государственного университета «Дубна» с 2013 года по настоящее время.
Один из инициаторов создания Российской академии естественных наук (1990), её президент с 1994 года по настоящее время.
С 1998 по 2000 год — президент российского национального комитета ЮНЕП ООН.

## Научная деятельность
Основные направления научной деятельности:
- геофизика (прежде всего сейсмоакустика), связанная с разведкой и эксплуатацией месторождений нефти и газа;
- нелинейная геофизика;
- геоинформатика;
- системный анализ в науках о Земле;
- глобальные информационные системы;
- энергетический и информационный обмен во внешних и внутренних оболочках Земли;
- социогеоявления.

Является создателем новых методов прикладной геофизики, методов акустического и вибросейсмического воздействия на нефтяные пласты с целью повышения их нефтеотдачи; один из основных исследователей Кольской сверхглубокой скважины (1971—1984); основной автор и генеральный конструктор глобальной геоинформационной системы «Геос» (1986—1991); создатель новых научных направлений: нелинейная геофизика и геоинформатика.
Автор более 300 работ, в том числе 14 монографий, 60 авторских свидетельств СССР на изобретения и патентов РФ, США, Европы.

## Почётные звания и награды
Академик РАЕН (1990), Нью-Йоркской академии наук (1994), Академии творчества (1993), Международной академии наук высшей школы (1995), Восточной академии нефти и газа (Баку, 1994), Российского отделения Международной академии наук (Мюнхен, 1994). Член Национального комитета геологов России, почетный член Общества венгерских геофизиков, член профессионального общества инженеров-геофизиков США (SPWLA), член Президиума Евро-Азиатского геофизического общества (ЕАГО), почетный доктор Western Paсific University.
Лауреат Государственной премии СССР (1982), Почетный разведчик недр СССР (1988), Почетный работник нефтяной и газовой промышленности СССР (1988), Заслуженный деятель науки и техники Российской Федерации (1992), лауреат премии Германского экономического клуба (1996). Награждён медалью РАЕН им. П. Л. Капицы, Орденом Почёта Российской Федерации (1998). Отмечен Благодарностью Президента Российской Федерации (2002). Лауреат премии Правительства РФ в области науки и техники (2008). Нагрудный знак «Звезда Геолога» (2017). Медаль ордена «За заслуги перед Отечеством» II степени (2019). Почетный гражданин города Дубна Московской области (2021).